# Mistrzostwa Polski w Saneczkarstwie 2011 (tory naturalne)
Mistrzostwa Polski w Saneczkarstwie 2011 odbyły się w dniu 15 lutego 2011 r. na torze naturalnym we włoskiej miejscowości Latsch.

## Klasyfikacje[1]

### Jedynki kobiet
| Miejsce | Zawodnik          | Klub                  |
| ------- | ----------------- | --------------------- |
| 1.      | Wioletta Ryś      | Jastrząb Szczyrk      |
| 2.      | Magdalena Krupa   | Beskidy Bielsko-Biała |
| 3.      | Aleksandra Szuler | Łoś Gołdap            |

### Jedynki mężczyzn
| Miejsce | Zawodnik         | Klub                          |
| ------- | ---------------- | ----------------------------- |
| 1.      | Adam Jędrzejko   | Beskidy Bielsko-Biała         |
| 2.      | Damian Waniczek  | Jastrząb Szczyrk              |
| 3.      | Łukasz Goryl     | Lipowiec Czechowice-Dziedzice |
| 4.      | Andrzej Laszczak | Jastrząb Szczyrk              |

### Dwójki
| Miejsce | Zawodnik                         | Klub                          |
| ------- | -------------------------------- | ----------------------------- |
| 1.      | Andrzej Laszczak Damian Waniczek | Jastrząb Szczyrk              |
| 2.      | Łukasz Goryl Mirosław Sojka      | Lipowiec Czechowice-Dziedzice |
| 3.      | Adam Jędrzejko Alan Wnuk         | Beskidy Bielsko-Biała         |